# Unterseeboot 61 (1939)
Pour les articles homonymes, voir Unterseeboot 61.
Le Unterseeboot 61 ou U-61 est un sous-marin allemand (U-Boot) de type II.C de la Kriegsmarine de la Seconde Guerre mondiale.
Comme les sous-marins de type II étaient trop petits pour des missions de combat dans l'océan Atlantique, il a été affecté principalement dans la Mer du Nord.

## Historique
Mis en service le 12 août 1939, l'U-61 sert comme sous-marin d'entrainement des équipages dans la Unterseebootsflottille "Emsmann".
Il réalise sa première patrouille de guerre, quittant le port de Kiel, le 24 octobre 1939, sous les ordres de l'Oberleutnant zur See Jürgen Oesten. Il retourne à Kiel le 14 novembre 1939 après 22 jours en mer.
L'Unterseeboot 61 a effectué 11 patrouilles dans lesquelles il a coulé 5 navires marchands pour un total de 19 668 tonneaux et a endommagé 1 navire marchand de 4 434 tonneaux pour un total de 182 jours en mer.
Le 1er janvier 1940, l'U-61 est affecté à la 1. Unterseebootsflottille.
Sa onzième patrouille commence le 16 septembre 1940, quittant Lorient sous les ordres de Wolf-Harro Stiebler et rejoint le port de Kiel, 17 jours plus tard le 10 octobre 1940
Il quitte le service actif et rejoint le 15 novembre la 21. Unterseebootsflottille à Pillau pour servir à l'entraînement des équipages comme navire-école jusqu'en mars 1945.
Il est désarmé le 27 mars 1945 à Wilhelmshaven.
Le 5 mai 1945, pour répondre aux ordres de l'amiral Karl Dönitz pour l'Opération Regenbogen, l'U-61 est sabordé à Wilhelmshaven, dans l'entrée est du port à la position géographique de 53° 31′ N, 8° 10′ E. Après guerre, il est démoli.

## Affectations
- Unterseebootsflottille "Emsmann" à Kiel du 12 août au 31 octobre 1939 (entrainement)
- 5. Unterseebootsflottille à Kiel du 1er novembre au 31 décembre 1939 (service active)
- 1. Unterseebootsflottille à Kiel du 1er janvier au 14 novembre 1940 (service active)
- 21. Unterseebootsflottille à Pillau du 15 novembre 1940 au 1er mars 1945 (navire-école)

## Commandements
- Oberleutnant zur See Jürgen Oesten du 12 août 1939 au 28 juillet 1940
- Wolf-Harro Stiebler du 28 juillet au 5 novembre 1940
- Willy Mattke du 5 novembre 1940 au 4 mai 1941
- Oberleutnant zur See Hans Lange du 5 mai 1941 au 15 janvier 1942
- Oberleutnant zur See Horst Geider du 16 janvier au 9 novembre 1942
- Oberleutnant zur See Wolfgang Ley du 10 novembre 1942 au 15 septembre 1943
- Oberleutnant zur See Rudolf Schultze du 16 septembre 1943 au 1er décembre 1944
- Leutnant zur See Werner Zapf du 2 décembre 1944 à mars 1945

Nota: Les noms de commandants sans indication de grade signifie que leur grade n'est pas connu avec certitude à notre époque à la date de la prise de commandement.

## Patrouilles
|       | Commandant          | Départ            | Départ        | Arrivée           | Arrivée               | Jours     | Succès   |
| ----- | ------------------- | ----------------- | ------------- | ----------------- | --------------------- | --------- | -------- |
| 1     | Oblt. Jürgen Oesten | 24 octobre 1939   | Kiel          | 14 novembre 1939  | Kiel                  | 22 jours  |          |
| 2     | Oblt. Jürgen Oesten | 28 novembre 1939  | Kiel          | 3 décembre 1939   | KirkeWilhelmshavennes | 6 jours   | 4 434    |
| 3     | Oblt. Jürgen Oesten | 7 décembre 1939   | Wilhelmshaven | 18 décembre 1939  | Kiel                  | 12 jours  |          |
| 4     | Oblt. Jürgen Oesten | 15 janvier 1940   | Kiel          | 30 janvier 1940   | Wilhelmshaven         | 16 jours  | 2 434    |
| 5     | Oblt. Jürgen Oesten | 12 février 1940   | Wilhelmshaven | 27 février 1940   | Wilhelmshaven         | 16 jours  | 5 703    |
| 6     | Oblt. Jürgen Oesten | 29 février 1940   | Wilhelmshaven | 1er mars 1940     | Kiel                  | 2 jours   |          |
| 7     | Oblt. Jürgen Oesten | 11 avril 1940     | Kiel          | 7 mai 1940        | Kiel                  | 27 jours  |          |
| 8     | Oblt. Jürgen Oesten | 6 juin 1940       | Kiel          | 1er juillet 1940  | Bergen                | 26 jours  | 4 827    |
| 9     | Oblt. Jürgen Oesten | 6 juillet 1940    | Bergen        | 25 juillet 1940   | Kiel                  | 20 jours  | 11 531   |
| 10    | Wolf-Harro Stiebler | 29 août 1940      | Kiel          | 15 septembre 1940 | Lorient               | 18 jours  |          |
| 11    | Wolf-Harro Stiebler | 24 septembre 1940 | Lorient       | 10 octobre 1940   | Coulé                 | 16 jours  |          |
| Total | Total               | Total             | Total         | Total             | Total                 | 182 jours | 24 102 t |

Note : Oblt. = Oberleutnant zur See

Nota: Les noms de commandants sans indication de grade signifie que leur grade n'est pas connu avec certitude à notre époque à la date de la prise de commandement

## Navires coulés
L'Unterseeboot 61 a coulé 5 navires marchands pour un total de 19 668 tonneaux et a endommagé 1 navire marchand de 4 434 tonneaux au cours des 11 patrouilles (182 jours en mer) qu'il effectua.
| Date             | Nom               | Nationalité     | Tonnage (GRT) | Fait             |
| ---------------- | ----------------- | --------------- | ------------- | ---------------- |
| 22 décembre 1939 | Gryfevale         | Grande-Bretagne | 4 434         | Endommagé (Mine) |
| 22 janvier 1940  | Sydfold           | Norvège         | 2 434         | Coulé            |
| 18 février 1940  | El Sonador        | Panama          | 1 406         | Coulé            |
| 18 février 1940  | Sangstad          | Norvège         | 4 297         | Coulé            |
| 10 juillet 1940  | Alwaki            | Pays-Bas        | 4 533         | Coulé            |
| 16 juillet 1940  | Scottish Minstrel | Grande-Bretagne | 6 998         | Coulé            |

### Sources
- (en) Cet article est partiellement ou en totalité issu de l’article de Wikipédia en anglais intitulé « German submarine U-61 (1939) » (voir la liste des auteurs).